# Notobubon sonderi
Notobubon sonderi är en växtart i släktet Notobubon och familjen flockblommiga växter.
Arten är en buske som förekommer i Sydafrika. Den beskrevs först av Minosuke Hiroe och fick sitt nu gällande namn av Anthony R. Magee.